# Flugangst
Aviophobie, Aviaphobie oder Flugangst beschreibt die Angststörung vor dem Fliegen. Die Symptome können mehrere Tage vor einer Flugreise auftreten, aber auch  kurz vor dem Flug, z. B. am Flugsteig oder im Flugzeug. Symptomatisch sind schweißnasse Hände, Herzrasen, flache Atmung, Magen- und Darmkrämpfe, Schwindel,  Kopfschmerzen und Übelkeit. Manchmal tritt bei Betroffenen eine Panik auf, die den ganzen Körper zu lähmen scheint.

## Ursachen
Nach einer Umfrage des Instituts für Demoskopie Allensbach leiden etwa 15 % aller Deutschen unter Flugangst. Weitere 20 % fühlen sich an Bord nicht sonderlich wohl. Die Flugangst wird nach DSM IV als eine spezifische Phobie, als situationsbezogen und nicht als eine „klassische Phobie“ bezeichnet, da eine solche sich aus verschiedenen bezugnehmenden Ängsten zusammensetzt. Als spezifische Phobie ist die Aviophobie unter anderen mit der Klaustrophobie verwandt.

## Therapien
Zur Behandlung von spezifischen Phobien, zu denen auch die Flugangst zählt, eignet sich unter anderem die Konfrontation mit angstauslösenden Reizen im Rahmen einer Verhaltenstherapie. Am Lehrstuhl für Biologische Psychologie, Klinische Psychologie und Psychotherapie der Würzburger Universität wird zur Behandlung von Flugangst ein neues Verfahren der Konfrontationstherapie eingesetzt, die Virtual Reality Exposure Therapy (VRET). Hierbei werden die Patienten in virtueller Realität ihren angstauslösenden Situationen ausgesetzt.
Darüber hinaus besteht die Möglichkeit, in professionellen Flugangstseminaren zu lernen, wie man den Teufelskreis der Angst durchbrechen kann. Diese sollten sowohl einen Teil zum technischen Hintergrund des Fliegens, als auch einen psychologischen Teil zur Erklärung der Angstmechanismen und wie man diesen entgegensteuern kann enthalten. Neueste wissenschaftliche Studien haben ergeben, dass es keinen Mehrwert für den Seminarteilnehmer gibt, wenn der Psychologe an dem Flug teilnimmt. Dennoch bietet die größte deutsche Fluggesellschaft Lufthansa Seminare mit einem psychologisch begleiteten Abschlussflug an. Die Stiftung Warentest hat Kurse gegen Flugangst getestet und positiv bewertet. Sie vergab die Noten "sehr gut", "gut" und "befriedigend" für die Seminare von drei Anbietern. Bewertungen von weiteren Anbietern waren aufgrund von Seminarabsagen nicht möglich.

## Prognosen
Konfrontationstherapien haben eine Erfolgsquote von 70–95 %. Es konnte auch gezeigt werden, dass das virtuelle VRET-Verfahren und konventionelle Konfrontationsverfahren, bestehend aus Training und späterem Flugereignis, gleich gute Ergebnisse im Vergleich mit einer Kontrollgruppe (Wartelisten-Gruppe) erzielten. Eine klinische Studie hierzu zeigte, dass bei beiden Verfahren jeweils 93 % der Teilnehmer bei der Nachuntersuchung nach 6 Monaten inzwischen geflogen waren. Eine Selbstevaluation von Teilnehmern eines Seminars gegen Flugangst ergab, dass 24 % der Personen ein Jahr nach dem Seminar völlig angstfrei waren.